# 西村義明
西村義明（日语：西村義明，1977年9月25日—）是曾隸屬日本吉卜力工作室的影片製作人、以及動畫工作室Studio Ponoc的創建者。

## 經歷
自美國留學返回日本後，西村義明加入吉卜力時最初是在影片《霍爾的移動城堡》中擔任業務方面的工作。
在2006年期間吉卜力代理由工作室內的導演高畑勳所翻譯之法國動畫《國王與小鳥》時，西村義明在處理此發行作品的宣傳事務中、與高畑勳有較多接觸的機會。隨後在吉卜力多部作品擔任影片製作人的鈴木敏夫，進一步指派西村義明成為高畑勳構思已久的作品《輝耀姬物語》之影片製作人。而西村義明則與高畑勳合作數年後、於2013年將此作品完成上映。
2014年3月間鈴木敏夫在舉辦記者會上，宣佈今起將不參與吉卜力的影片製作人方面事項，而將此職位往後交接給西村義明擔任。
後續西村義明與米林宏昌在共同製作《回憶中的瑪妮》完畢後；倆人雖有意再繼續拍攝動畫電影，但當時吉卜力已面臨計劃要解散動畫製作部門情況，隨後便自行成立個人動畫工作室Studio Ponoc來與米林宏昌合作繼續拍攝動畫。

## 參與作品
- 霍爾的移動城堡（2004年）：製作業務
- 地海戰記（2006年）：製作業務
- 崖上的波妞（2008年）：影片製作人工作室組員
- 輝耀姬物語（2013年）：影片製作人
- 夢想與瘋狂的王國（2013年）：紀錄片演出
- 回憶中的瑪妮（2014年）：影片製作人
- 瑪麗與魔女之花（2017年）：影片製作人
- 閣樓的拉傑（2022年）：影片製作人

## 外部連結
- 西村義明在互联网电影资料库（IMDb）上的資料（英文）